# Protohermes walkeri
Protohermes walkeri är en insektsart som beskrevs av Navás 1929. Protohermes walkeri ingår i släktet Protohermes och familjen Corydalidae. Inga underarter finns listade i Catalogue of Life.